# ラッキーナンバー7
『ラッキーナンバー7』（ラッキーナンバーセブン、原題：Lucky Number Slevin  ）は、2006年のアメリカ映画。ニューヨークにやってきた不幸な青年が、犯罪組織の対立に巻き込まれるサスペンス映画。主人公のスレヴンをジョシュ・ハートネットが演じた他、主要人物をブルース・ウィリス、モーガン・フリーマン、ベン・キングズレーが演じる。
原題、及び物語の鍵となる馬の名前は「ラッキー・ナンバー・スレヴン（Lucky Number Slevin）」だが、日本語版では「ラッキーナンバー7（Lucky Number Seven）」となっている。7はスレヴンのレースにおける番号である。

## プロット
劇中冒頭、空港の待合室で、車椅子に乗った初老の男が若い男に「カンザスの激震」という話を知っているかと訪ね、それに関する昔話を始める。 20年前、ある男・マックスはニューヨークの競馬場で興奮剤を使った八百長が計画されていることを偶然知り、ノミ屋から2万ドルを借金して、7番の馬に賭ける。しかし、その馬はゴール直前で転倒して失格となり、マックスの目論見は外れる。ノミ屋は見せしめとして部下に命じて、マックスを、その妻子もろともに殺した、というものであった。
現在。仕事をクビになり、彼女に浮気された挙げ句に、家も追い出され散々な目に遭ったという、不幸なある青年スレヴンは友人ニックを頼って、ニューヨークにやってくる。しかし、早々に路上強盗に遭って身ぐるみを剥がされ、身分を証明するものを失う。ニックの家に到着するも彼は留守であり、仕方なく彼の家に上がり込むとシャワーを浴びて待つことにする。するとニックを捜す強面の男たちがやってきてスレヴンを彼と勘違いし、アジトへと連れていく。そこで待っていたのは、街を二分する有力犯罪組織のトップであり、そのまま通称「ボス」と呼ばれる初老の黒人であった。彼は（ニックが背負った）多額の借金を帳消しにするかわりに対立組織のトップである通称「ラビ」の息子を殺すように命じる。ボスとラビは、かつては盟友であり、共に協力して賭場から成り上がった者であったが、互いの組織が大きくなると縄張り争いが生じて犬猿の仲となり、最近は手下のノミ屋が殺されて帳簿が奪われるといった騒動が起こり、ついにはボスの息子が殺されるという事態にまで発展していた。スレヴンは人違いだと誤解を解こうとするも叶わず、ニックとしてラビの息子を暗殺しなければならなくなる。
実は、この計画はボスと長い付き合いがある殺し屋グッドキャットが立案したものであった。真の計画ではグッドキャットがラビの息子を殺すが、その目眩ましとしてニックを利用する、というものであった。ところが、ラビの元にもグッドキャットは現れて何らかの計画を仄めかし、以降、観客には彼がボスとラビのどちらに付いているのかは曖昧に描かれる。一方、ボスやラビの下に出入りするスレヴンを怪しいと感じた地元刑事のブリコウスキーは彼を追い始め、ニックの隣室の女性監察医・リンジーはスレヴンから話を聞いて興味を持ち、この事件の謎解きを始める。やがてスレヴンはリンジーと男女の仲となる。
そうした周囲に翻弄されつつも、スレヴンはラビの息子に会い、彼の部屋に招かれて暗殺を決行する。そこに突如グッドキャットが現れるが、彼はスレヴンを殺すどころか、協力して息子の護衛や事件現場を始末する。さらには状況の混乱を利用してボスとラビの拉致・拘束まで行う。実は、グッドキャットとスレヴンは最初から共謀しており、両組織のノミ屋を殺して帳簿を奪ったのも、ボスの息子を暗殺したのも、二人の仕業だった。
ここで冒頭の昔話もすべて明らかにされ、マックスに金を貸したノミ屋とは駆け出し時代のボスとラビであり、マックスの家族を殺すように命じられた手下とはグッドキャットとブリコウスキーのことであった。ブリコウスキーはマックスの妻を殺し、グッドキャットは息子を殺す役目を負うが、その息子とはスレヴンであった。グッドキャットは彼を殺さずに密かに後継者として育て上げ、今、その息子は両親の復讐を遂げるためにニューヨークに来たのであった。彼が名乗ったスレヴンとは、渦中の7番の馬「ラッキー・ナンバー・スレヴン」にちなんだ偽名であった。また、劇中冒頭の車椅子の男は変装したグッドキャットであり、話かけられた青年こそニックであり、話が終わると同時に今回の計画のために殺されていた。
ボスとラビは真相を明かされた上で、苦しんで死ぬよう2人並んで窒息死させられる。ブリコウスキーもスレヴンことバッドドッグに射殺され、復讐は完遂される。
エピローグ、空港で待つスレヴンの元にリンジーが現れる。2人は相思相愛の仲となっていたが、計画ではリンジーもグッドキャットに殺されることになっていた。2人の前に現れたグッドキャットであったが、何もせずその場を去る。

## 登場人物・キャスト
※括弧内は日本語吹替

### 主要人物
スレヴン
演 - ジョシュ・ハートネット（平田広明）
主人公。失業・浮気・家を失った不幸な青年。友人のニックを頼ってニューヨークへとやってくる。
グッドキャット
演 - ブルース・ウィリス（内田直哉）
ボスやラビと古い付き合いがある殺し屋。当初はボス側の人物と見せて、ラビとも接する謎の多い人物。
ボス
演 - モーガン・フリーマン（勝部演之）
賭博をシノギとする黒人系の犯罪組織。息子を殺され、ラビと激しく対立している。
ラビ
演 - ベン・キングズレー（小川真司）
賭博をシノギとするユダヤ系の犯罪組織。配下のノミ屋を殺され、ボスと激しく対立している。
リンジー
演 - ルーシー・リュー（湯屋敦子）
ニックの部屋の隣人。スレヴンに興味を持つ。

### その他の人物
ブリコウスキー
演 - スタンリー・トゥッチ（青山穣）
ニューヨーク市警の刑事。ボスとラビを張っていたところ、両者に出入りするスレヴンに気づき、怪しんで捜査を始める。
ニック・フィッシャー
演 - サム・ジェーガー
ニューヨークに住むスレヴンの友人。当初は名前のみ登場。
フェアリー
演 - マイケル・ルーベンフェルド
ダンブロウスキー
演 - ピーター・アウターブリッジ
マーティ
演 - ケヴィン・チャンバーリン
エルヴィス
演 - ドリアン・ミシック
スロー
演 - ミケルティ・ウィリアムソン（乃村健次）
ロス
演 - ダニー・アイエロ（浦山迅）
ノミ屋。
ソール
演 - コリー・ストール
マーフィ
演 - ロバート・フォスター（中博史）

### 20年前の話の人物
マックス
演 - スコット・ギブソン
競馬の八百長話を偶然知った貧しい男。ノミ屋から借金して賭けを行うが失敗し、見せしめに殺される。

## 評価
本作は、北アメリカにおいて1984の劇場で公開され、興行収入は7,031,921ドル（劇場あたり平均3,544ドル）を記録した。最終的にはアメリカ国内で22,495,466ドル、国外で33,813,415ドル、合計で56,308,881ドルを稼ぎ、制作費2,700万ドルを上回った。
レビュー集計サイトにおいては、「Rotten Tomatoes」では153件の批評家のレビューを基に52%の支持率を獲得しており、平均評価は5.9/10となっている。同サイトの批評コンセンサスでは「『パルプ・フィクション』風に巧妙に見せようとしすぎた本作は、複雑なプロット、過去に定型化されたキャラクター、目まぐるしいセットデザインに負けている」としている。また、Metacriticでは、36人の批評家を基に100点満点中53点の加重平均スコアを獲得しており、「賛否両論」としている。CinemaScoreによる観客投票ではA+からFのスケールで「B+」であった。